# Liubo

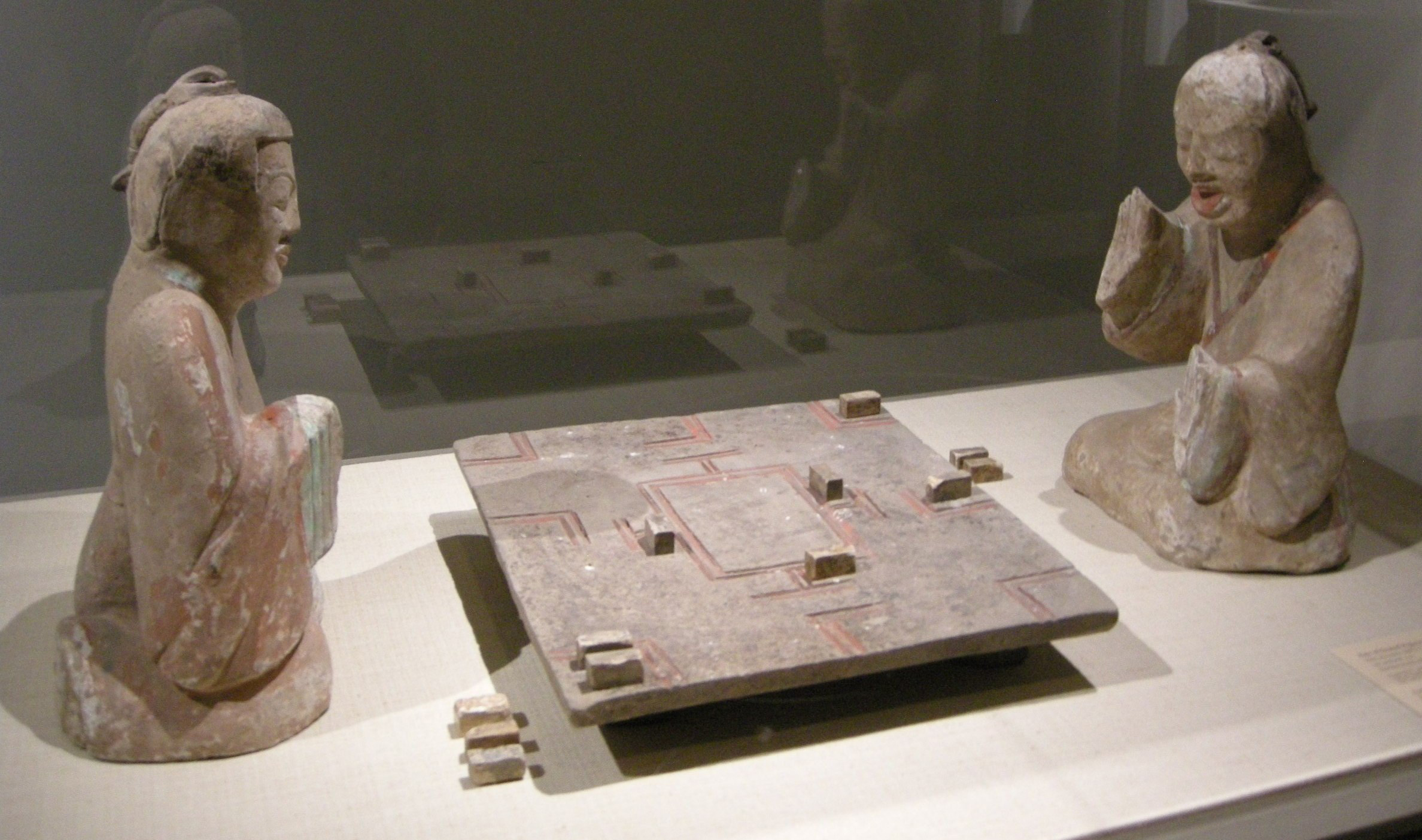
Par de figuras de dois homens da época Han a jogar liubo.

Liubo (chinês: 六博, pinyin: liù bó, Wade–Giles: liu po, lit. ‘seis sticks’) é um antigo jogo de mesa chinês jogado por dous jogadores. Acredita-se que cada jogador tinha seis peças que eram mexidas arredor dos pontos do tabuleiro do jogo que tinham um padrão diferente e simétrico. Os movimentos eram determinados atirando seis sticks, os quais tinham a mesma função que o dado noutros jogos.

O jogo foi inventado antes da primeira metade do primeiro milénio antes de Cristo e foi extremamente popular durante a dinastia Han (202 a.C. – 220). Porém, depois da dinastia Han perdeu muita popularidade, possivelmente devido ao auge da fama do Go e eventualmente tornou-se quase esquecido. O conhecimento acerca do jogo tem aumentado nos últimos anos pelos achados arqueológicos dos tabuleiros de Liubo e do equipamento do jogo em túmulos antigos, mas também de descobertas de pinturas em pedra da dinastia Han mostrando jogadores de Liubo. Pensa-se que o povo durante a época Han relacionava este jogo com os imortais.

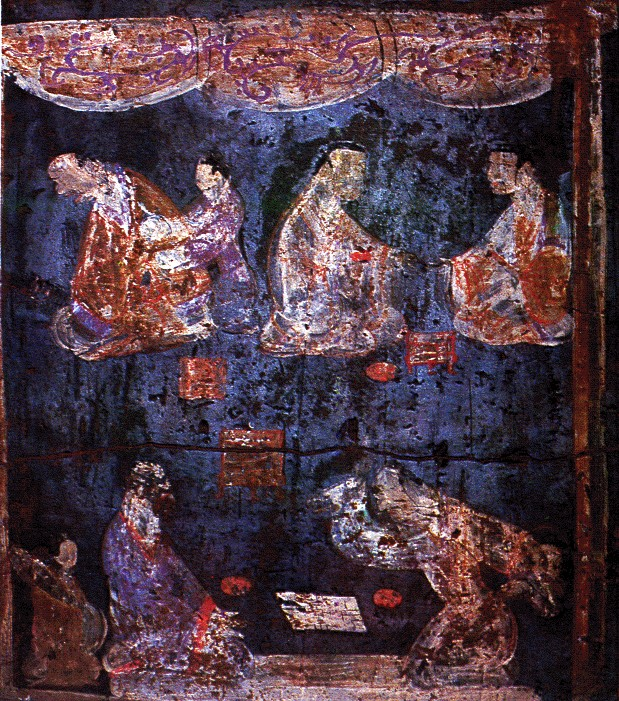
Mural dum túmulo da dinasti Han em Luoyang, Henan; mostrando dous jogadores de Liubo, o jogador da direita tem a sua mão direita levantada como se fosse lançar os seis sticks.

## Liubo e o confucionismo
O Confúcio nos seus Analectos diz que jogar Liubo e Go é melhor que ficar sem fazer nada, de acordo com os Kongzi Jiayu (Provérbios familiares de Confúcio) ele afirma que ele não jogaria o jogo porque este promovia maus hábitos.

## Chupu
Uma variante do Liubo na qual os dados eram usados para fazer os movimentos era chamada Chupu (樗蒲) ou Wumu (五木). Na Coreia o jogo tradicional do jeopo (저포) ainda é jogado, ainda que o tabuleiro não é similar ao tabuleiro do Liubo.

## Relação com outros jogos
Têm havido tentativas para relacionar o Liubo com outros jogos de mesa e, particularmente alguns estudiosos chineses acreditam que o Xiangqi (xadrez chinês) estava basado no Liubo. Alguns historiadores dos jogos chineses acham que o Xiangqi não estão relacionado com o xadrez occidental mas basado no Liubo, enquanto outros têm sugerido que o Liubo foi levado da China para a Índia no Jin de Leste (317–420), onde tornou-se no Chaturanga, o qual foi o predecessor do xadrez chinês e do occidental. Embora muitos historiadores dos jogos occidentais rejeitam a hipótese do Xiangqi ou outras variantes do xadrez vierem do Liubo, Jean-Louis Cazaux argumenta que o Liubo poderia ter-se tornado de jogo de corridas a jogo de batalha e poderia ter derivado no xadrez chinês.